# テポドン2号
テポドン2号（テポドン2ごう）は、朝鮮民主主義人民共和国（北朝鮮）が開発した大陸間弾道ミサイル (ICBM) のプロトタイプ。「テポドン」とは、このミサイルの原型であるテポドン1号が確認された地名の大浦洞からアメリカがつけたコードネームである。
2012年にアメリカ合衆国国防総省が、テポドン2号はミサイルとして配備されていないと分析しており、実戦配備を目指した弾道ミサイルのプロトタイプというよりは後述の「銀河」系列のローンチ・ヴィークルのプロトタイプの性格を持つものとして分析されている。
テポドン2号の改良型と見られる2009年4月と2012年4月に打ち上げられた“ロケット”は、北朝鮮の公式発表ではそれぞれ「銀河2号」「銀河3号」と呼称されている。

## 開発経緯と発展型

### 1998年
1990年にテポドン2号の開発が開始されたとみられている。1998年8月31日にテポドン2号のテストベッドとなるテポドン1号が発射されたが、三段目の固体燃料ロケットを切り離す際に爆発したと言われている。この実験により多段階ロケットの切り離し技術や姿勢制御技術を獲得している。

### 2006年
2006年7月5日に咸鏡北道花台郡舞水端里の発射場から日本海へ向けて初めてとなるテポドン2号の発射がスカッドやノドン6発と連続して行われた。スカッドやノドンはほぼ同じ海域に着弾し実験に成功したとみられるが、テポドン2号は発射42秒後に海上に墜落し実験は失敗した。日米の偵察衛星と情報収集衛星の情報により発射は事前に予測されており、日本政府は日本海と太平洋へイージス艦のこんごう型護衛艦を派遣するなど、米韓と協力し情報収集に努めた。

### 2009年
2009年4月5日に舞水端里の発射場からテポドン2号の改良・派生型とみられる銀河2号が発射された。北朝鮮は事前に「人工衛星の『光明星2号』を衛星打ち上げロケット『銀河2号』を用いて打ち上げる」と発表していた。
銀河2号は日本海で第一段目を切り離し、さらに太平洋上で第二段目の切り離しにも成功した。北朝鮮は衛星打ち上げに成功したと発表したが、他国宇宙機関からは確認されておらず、第三段目で不具合が発生し衛星の軌道投入には失敗したと見られる。
日本が確認したのは発射地点から3100kmまでだったが、弾頭部は4000km以上離れた太平洋上に落下したと見られている。

### 2012年
4月
2012年4月13日に平安北道鉄山郡東倉里の発射場からテポドン2号の改良・派生型とみられる銀河3号が発射された。北朝鮮は事前に「人工衛星の『光明星3号』を衛星打ち上げロケット『銀河3号』を用いて打ち上げる」と発表していた。
銀河3号は打ち上げ後1分程度で空中分解して黄海の洋上に落下して実験は失敗した。同日中に朝鮮中央通信は公式に打ち上げ失敗を認める声明を発表した。
12月
2012年12月12日に、平安北道鉄山郡東倉里の発射場からテポドン2号の改良・派生型とみられる銀河3号が発射された。北朝鮮は事前に4月の発射実験のときと同名の「人工衛星の『光明星3号2号機』を衛星打ち上げロケット『銀河3号』を用いて打ち上げる」と発表していた。発射同日中に北米航空宇宙防衛司令部（NORAD）は、この発射により北朝鮮が人工衛星の軌道投入に成功したと見られる事を発表した。

### 2016年
2月
2016年2月7日、平安北道鉄山郡東倉里の発射場からテポドン2号の改良・派生型もしくは銀河3号と同級とみられる飛翔体の光明星が発射された。搭載されていた衛星『光明星4号』は通信が途絶えて機能を喪失しているものの軌道への投入成功が確認され、北朝鮮2機目の人工衛星となった。

## 技術的特徴
テポドン2号は実戦配備こそされなかったものの、その射程から北朝鮮が初めて開発した大陸間弾道ミサイルともいわれ、全長30mほどあり、直径は2.2 - 2.4mで重量は80 - 90tほどと推定されている。一段目にはムスダンのロケットモータを４本束ねたクラスターロケットが用いられているとされるが、一段目、二段目とも液体燃料ロケットモータを使用している。三段目を追加した場合は三段目のみ固体燃料のロケットモータが使用されるとみられた。仮に実戦配備された場合には、固定発射施設サイロで運用される大陸間弾道ミサイルで、液体燃料は常温保存液体式、ペイロード約1t、CEP（半数命中半径）は3,000m〜5,000mになると見られていた。
推定される推進剤は、非対称ジメチルヒドラジンなどの燃料を注入したまま即応発射体制がとれる常温保存可能なものであると推定されていたが、2012年12月12日の銀河3号の発射実験においては予想に反して灯油（ケロシン）が用いられていた。ただしケロシンも燃料が注入されたままでの常温保存が可能である。